# Bet Berl
Bet Berl (hebr.: בית ברל) – wieś położona w samorządzie regionu Derom ha-Szaron, w Dystrykcie Centralnym, w Izraelu.
Leży na równinie Szaron.

## Historia
Osada została założona w 1947.